# Bayrak Radyo Televizyon Kurumu
Bayrak Radyo Televizyon Kurumu (BRT; sprich: be-re-te; dt. Flagge Radio-Fernsehrundfunkanstalt) ist die nationale Rundfunk- und Fernsehgesellschaft der Türkischen Republik Nordzypern.

## Geschichte
Das Bayrak Radyo wurde als Gegengewicht zur Cyprus Broadcasting Corporation gegründet. Die erste Sendung von Bayrak Radyo wurde am 25. Dezember 1963 aus einer Garage gesendet und hatte eine Reichweite von 2,5 km. Die Stromversorgung wurde durch zwei Auto-Akkus sichergestellt.
Am 24. Februar 1964 wurde das Bayrak Radyo technisch aufgerüstet, so dass der Sender auf der ganzen Insel empfangen werden konnte.
Bis 1974 konnte das Bayrak Radyo nahezu ununterbrochen senden.
Nach der Gründung des Türkischen Föderativstaats von Zypern (tr: Kıbrıs Türk Federe Devleti) wurde das Bayrak Radyo weiter ausgebaut, so dass 1976 erste Fernsehprogramme ausgestrahlt wurden. Zuvor wurde am 19. Juli 1976 die Technik für das Schwarzweiß-Fernsehen in Diyarbakır abmontiert und in den Türkischen Föderativstaat von Zypern gebracht; die Rundfunkgesellschaft wurde in Bayrak Radyo Televizyonu umbenannt.
Wichtige Erneuerungen bei der BRT waren die FM-Radio-Übertragung (4. Dezember 1977), das Farbfernsehen (1. Juli 1979) und die Linkverbindung zwischen Ankara und Nord-Nikosia (6. Juli 1979).
Nach der Gründung der Türkischen Republik Nordzypern im Jahre 1983 wurde ein Gesetz verabschiedet, welches der BRT den Status eines autonomen Instituts verlieh und in Bayrak Radyo Televizyon Kurumu (Bayrak-Radio-Fernsehen-Institut) umtaufte.
1997 wurde das BRT-Institut mit dem Internet verbunden, eine eigene Website-Präsentation erstellt und ein Fernsehkanal und zwei verschiedene Radio-Sender online verfügbar gemacht.
Durch TURKSAT sind BRT-1 TV, Bayrak Radyosu und Bayrak INT für die Türkei, den Nahen Osten, Europa und Zentralasien verfügbar.
Die Programme Bayrak Radyosu, Bayrak INT und Bayrak FM senden ihr Programm rund um die Uhr.

## Hörfunk- und Fernsehprogramme
Hörfunksender des BRT sind:
- Bayrak Radyo
- Bayrak FM (Musik für die Jugend)
- Bayrak International
- Radyo Klasik (klassische Musik)
- Bayrak Türk Müziği (türkische Musik)
- Bayrak Radyo Haber

Alle Stationen werden auf UKW ausgestrahlt und ins Internet gestreamt.
Fernsehprogramme des BRT sind BRT 1 und BRT 2 (mehrsprachig) und durch TURKSAT 1C empfangbar.